# Thực tế tăng cường

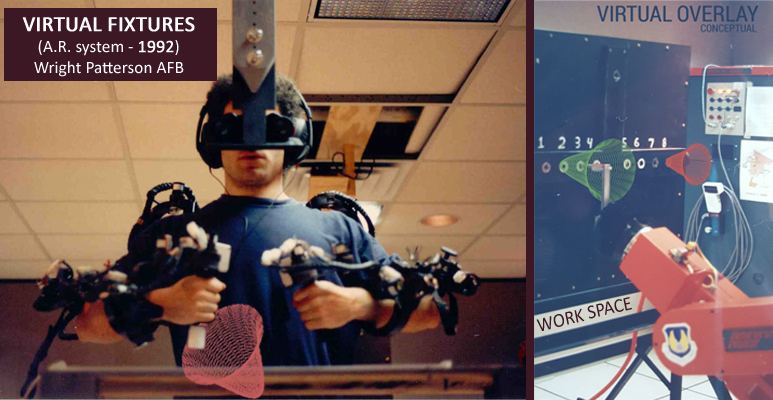
Virtual Fixtures – hệ thống A. R. đầu tiên, 1992, Không quân Mỹ, WPAFB

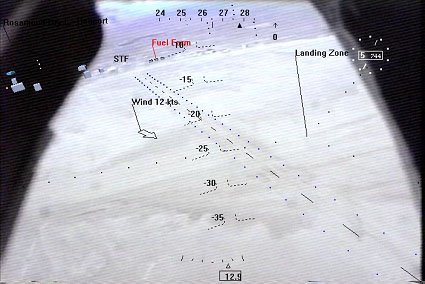
NASA X-38 màn hình hiển thị video chồng lớp lên bản đồ, bao gồm cả những đường băng và những trở ngại trong quá trình thử nghiệm bay trong năm 2000

Thực tế tăng cường (tiếng Anh: augmented reality, viết tắt là AR) là góc nhìn trực tiếp hay gián tiếp về môi trường vật lý, thực tế nơi mà các yếu tố được "tăng cường" bởi thông tin nhận thức do máy tính tạo ra, lý tưởng trên nhiều phương thức cảm quan bao gồm thị giác, thính giác, xúc giác, sử, và khứu giác. Các phủ thông tin cảm giác có thể được xây dựng (tức là phụ để các môi trường tự nhiên) hoặc phá hoại (tức là mặt nạ của môi trường tự nhiên) và là không gian đã đăng ký với thế giới vật chất như vậy mà nó được coi như là một nhập vai khía cạnh của môi trường. Theo cách này, thực tế tăng cường làm thay đổi một hiện tại của nhận thức về một thế giới thực môi trường, trong khi thực tế ảo thay thế giới thực môi trường với một mô phỏng.
Thực tế gia tăng được sử dụng để tăng cường môi trường tự nhiên hoặc các tình huống và cung cấp trải nghiệm làm giàu cảm tính. Với sự trợ giúp của các công nghệ AR tiên tiến (ví dụ như bổ sung tầm nhìn và nhận diện đối tượng máy tính) thông tin về thế giới thực xung quanh của người sử dụng sẽ trở nên tương tác và thao túng kỹ thuật số. Thông tin về môi trường và các đối tượng của nó được che phủ trên thế giới thực. Thông tin này có thể là ảo hoặc thực, ví dụ như nhìn thấy các thông tin cảm nhận thực tế hoặc đo khác như sóng vô tuyến điện từ phủ lên chính xác với vị trí chúng thực. Thực tế tăng cường cũng có nhiều tiềm năng trong việc thu thập và chia sẻ kiến thức ngầm. Kỹ thuật gia tăng thường được thực hiện trong thời gian thực và ngữ cảnh ngữ nghĩa với các yếu tố môi trường. Thông tin nhận thức sâu sắc đôi khi được kết hợp với thông tin bổ sung như điểm trên một nguồn cấp dữ liệu video trực tiếp của một sự kiện thể thao

## Công nghệ

### Phần cứng
Các thành phần phần cứng cho thực tế tăng thêm là: bộ vi xử lý, màn hình hiển thị, cảm biến và thiết bị đầu vào. Các thiết bị tính toán di động hiện đại như điện thoại thông minh và máy tính bảng chứa các yếu tố này thường bao gồm camera và bộ cảm biến MEMS như gia tốc, GPS và la bàn trạng thái rắn, làm cho chúng trở thành nền tảng AR phù hợp.

#### Hiển thị
Các công nghệ khác nhau được sử dụng trong việc hiển thị thực tế bổ sung, bao gồm hệ thống chiếu quang, màn hình, thiết bị cầm tay, và hệ thống hiển thị đeo trên cơ thể người.
Một màn hình gắn vào đầu (LNG) và là một màn hình bị mòn trên trán như một người khai thác hay mũ bảo hiểm. HMDs nơi hình ảnh của cả thế giới vật chất và các đối tượng ảo hơn của người dùng lĩnh vực xem. Hiện đại HMDs thường sử dụng bộ cảm biến cho sáu độ tự do giám sát cho phép các hệ thống để sắp xếp ảo thông tin đến các thế giới vật chất và điều chỉnh cho phù hợp với các người dùng cái đầu của phong trào. HMDs có thể cung cấp VR với người sử dụng điện thoại di động và cộng tác kinh nghiệm. Cụ thể cung cấp dịch vụ, chẳng hạn như uSens và Gestigon, bao gồm điều khiển cử chỉ đầy đủ cho ảo ngâm.
Vào tháng 1 năm 2015, Siêu đưa ra một dự án được dẫn dắt bởi Chân trời Doanh, Tim Draper, Alexis Ohanian, TRONG Quang và Garry Tân. ngày 17 tháng hai, năm 2016, Siêu thông báo của họ thế hệ thứ hai sản phẩm ở TED, Siêu 2. Siêu 2 được tai nghe sử dụng một cảm giác mảng cho tay tương tác và vị trí theo dõi thị trường xem 90 độ (chéo), và hiển thị độ phân giải 2560 x 1440 (20 điểm ảnh mỗi độ), mà được coi là lớn nhất lĩnh vực xem (CỔ) hiện có.

##### Kính mắt
AR màn hình có thể được thực hiện trên các thiết bị giống như kính. Phiên bản gồm kính mà sử dụng máy ảnh để ngăn chặn những cái nhìn thế giới thực và hiển thị lại của nó tăng cường xem qua các thị kính và thiết bị, trong đó AR hình ảnh chiếu thông qua hoặc phản ánh ra khỏi bề mặt của kính của lenspieces.

###### HUD

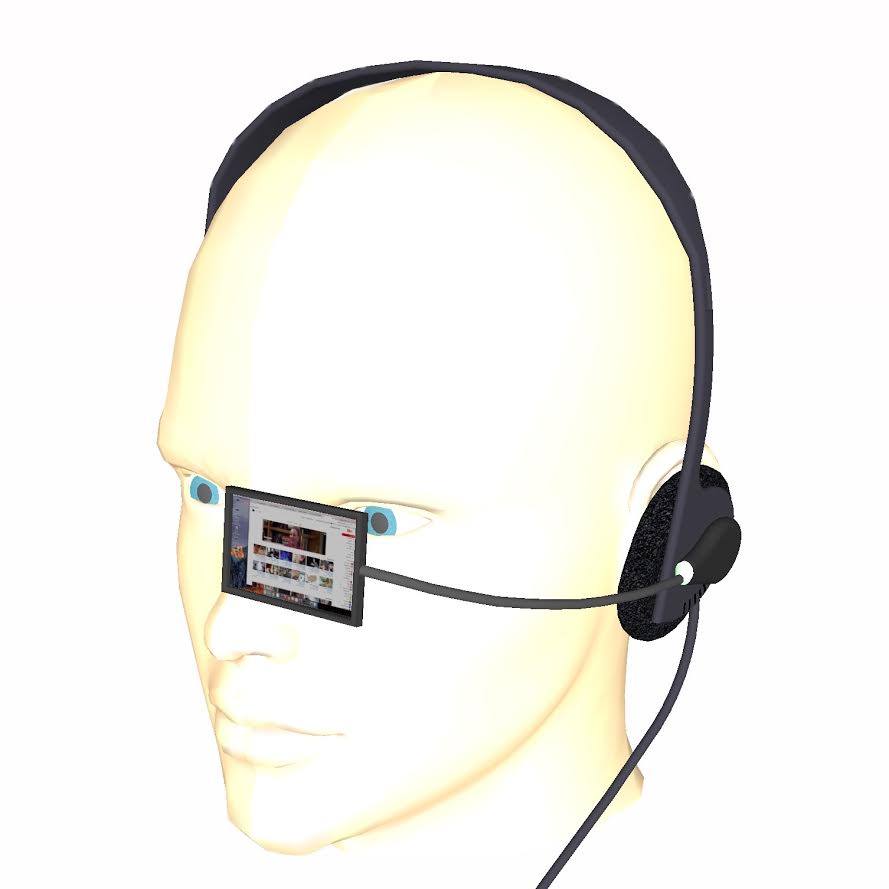
Tai nghe máy tính

Một đầu hiển thị (HUD) là một hiển thị trong suốt mà trình bày dữ liệu mà không đòi hỏi người sử dụng để quan điểm thông thường. Một thân công nghệ để tăng cường thực tế, heads-lên màn hình hiển thị đã đầu tiên phát triển cho phi công trong những năm 1950, chiếu đơn giản dữ liệu chuyến bay vào dòng họ của nhìn thấy, do đó, cho phép họ giữ "đầu lên" và không nhìn xuống các dụng cụ. Gần mắt tăng cường thực tế thiết bị có thể được sử dụng như di động đầu lên màn hình như họ có thể thấy dữ liệu thông tin và hình ảnh trong khi dùng xem thế giới thực. Nhiều định nghĩa của tăng cường thực tế chỉ định nghĩa nó là đè các thông tin. Này, về cơ bản là những gì một đầu hiển thị không, tuy nhiên, thực tế mà nói, tăng cường thực tế là dự kiến đến bao gồm đăng ký và theo dõi giữa chồng nhận thức, cảm giác, thông tin, dữ liệu, và hình ảnh và một số phần của thế giới thực.
CrowdOptic, hiện có một ứng dụng điện thoại áp dụng các thuật toán và tam giác kỹ thuật để dữ liệu ảnh bao gồm vị GPS, la bàn đi, và một dấu thời gian để đi đến một ý nghĩa tương đối giá trị cho ảnh đối tượng. CrowdOptic công nghệ có thể được sử dụng bởi Kính Google người sử dụng để tìm hiểu nơi để nhìn vào một thời điểm nhất định trong thời gian.
Một số smartglasses đã được đưa ra cho tăng cường thực tế. Do bị cản trở kiểm soát smartglasses chủ yếu được thiết kế cho vi tương tác như đọc một tin nhắn văn bản, nhưng vẫn còn xa tốt hơn tròn ứng dụng thực tế tăng cường. Vào tháng 1 năm 2015, Microsoft giới thiệu xây dựng, một độc lập smartglasses đơn vị. Brian Xanh, giám Đốc Nghiên cứu của người tiêu Dùng công Nghệ và thị Trường tại Sát,
nói rằng "Trong số tất cả các đầu gắn trên màn hình mà tôi đã thử trong vài thập kỷ qua, các. là người tốt nhất trong lớp học của mình." ấn tượng đầu Tiên và ý kiến thường được mà! là một cao cấp thiết bị cho Google Thủy tinh, và được làm nhiều thứ "phải" trong đó Kính thất bại.

##### Kính áp tròng
Kính áp tròng mà hiển thị AR hình ảnh đang được phát triển. Những robot kính áp tròng có thể chứa các yếu tố cho hiển thị nhúng vào ống kính đó được tích hợp mạch, đèn Led và một ăng-ten cho truyền thông không dây. Liên lạc viên đầu tiên ống kính hiển thị đã được báo cáo trong năm 1999, sau đó, 11 năm sau trong năm 2010 và 2011. Một phiên bản của kính áp tròng phát triển trong quân đội hoa KỲ, được thiết kế để hoạt động với AR kính, cho phép binh lính để tập trung vào gần để mắt AR hình ảnh trên kính và xa đối tượng thế giới thực cùng một lúc.
Các tương lai phim ngắn Cảnh năng tròng-như thực tế tăng cường thiết bị.
Nhiều nhà khoa học đã làm việc trên kính áp tròng có khả năng khác nhau nhiều công nghệ những kỳ công. Các công ty Samsung đã làm việc trên một tròng là tốt. Ống kính này, khi hoàn tất, có nghĩa là có một camera trên ống kính chính nó. Các thiết kế được thiết kế để có bạn chớp mắt để kiểm soát của nó diện cho ghi có mục tiêu. Nó cũng có thể dùng để kết nối với điện thoại của bạn xem lại đoạn phim, và kiểm soát nó riêng. Khi thành công, ống kính sẽ có một camera, hoặc biến bên trong của nó. Người ta nói rằng nó có thể là bất cứ điều gì từ sáng đến một cảm biến nhiệt độ.
Trong thực Tế tăng Cường sự phân biệt giữa hai chế độ khác biệt của việc theo dõi, được gọi là "đánh dấu" và "markerless". Đánh dấu có tín hiệu hình ảnh đó kích hoạt các màn hình của các thông tin ảo . Một mảnh giấy với một số khác biệt hình có thể được sử dụng. Máy ảnh nhận ra hình bằng cách xác định cụ thể pointsin bản vẽ. Markerless cũng được gọi là tức thì theo dõi không sử dụng đánh dấu. Thay vào đó, dùng vị trí của đối tượng trong các camera tốt nhất là trong một máy bay ngang.Nó sử dụng bộ cảm biến di động thiết bị phát hiện chính xác thế giới thực môi trường, như các vị trí của các bức tường và điểm giao nhau.

##### Ảo võng mạc màn hình
Một ảo võng mạc hiển thị (VRD) là một cá nhân hiển thị thiết bị được triển khai ở các trường Đại học Washington's con Người Diện phòng Thí nghiệm công Nghệ. Với công nghệ này, một màn hình hiển thị được quét trực tiếp vào đường võng mạc của một người. Xem có thể thấy những gì xuất hiện được một thông thường hiển thị trôi nổi trong không gian.

##### EyeTap
Các EyeTap (cũng được biết đến như là thế Hệ 2 Ly) chụp tia sáng đó, nếu không sẽ đi qua trung tâm của các ống kính mắt của những người mặc, và thay thế tổng hợp máy tính điều khiển ánh sáng cho mỗi ray của ánh sáng.
Các thế Hệ-4 Ly (tia Laser EyeTap) cũng tương tự như VRD (tức là nó sử dụng một máy tính điều khiển bằng laser nguồn sáng) ngoại trừ việc nó cũng có chiều sâu vô hạn của sự tập trung và gây ra mắt để bản thân, có hiệu lực, chức năng như một máy ảnh và một màn hình bằng cách chính xác liên kết với mắt và tái tổng hợp (laser trong ánh sáng) các tia sáng vào mắt.

##### Cầm tay
Một Cầm tay hiển thị sử dụng một màn hình nhỏ đó phù hợp trong một bàn tay của người dùng. Cầm tay tất cả các giải pháp AR đến ngày lựa chọn cho video xem qua. Ban đầu, cầm tay AR làm việc chuẩn đánh dấu, và sau đó GPS đơn vị và quà tặng sôi nổi cảm biến như kỹ thuật số la bàn và sáu độ của tự do tốc–con quay hồi chuyển. Hôm nay SLAM markerless máy theo dõi như PTAM đang bắt đầu đi vào sử dụng. Cầm tay hiển thị AR hứa hẹn sẽ là người đầu tiên thành công thương mại cho AR công nghệ. Hai chính lợi thế của cầm tay AR là bản chất di động của các thiết bị cầm tay và tính chất phổ biến của điện thoại chụp ảnh. Các nhược điểm là hạn chế vật lý của các người cần phải giữ các thiết bị cầm tay ra trước mặt chúng ở tất cả thời gian, cũng như sự bóp méo ảnh hưởng của cổ điển rộng-góc cạnh điện thoại di động, máy ảnh khi so sánh với thế giới thực, như là xem qua mắt. Những vấn đề phát sinh từ các người cần phải giữ các thiết bị cầm tay (manipulability) và cảm nhận được những hình ảnh chính xác (dễ hiểu) đã tóm tắt vào HARUS khả năng sử dụng bảng câu hỏi.
Trò chơi như ash cứu Đi và Xâm nhập sử dụng một hình Ảnh bản Đồ Liên kết (tưởng tượng) diện nơi chấp thuận đánh dấu vị trí địa điểm xuất hiện trên một cách điệu bản đồ cho các người dùng để tác với.

##### Không gian,
Không gian thực tế tăng cường (SAR) làm tăng thế giới thực vật và những cảnh mà không sử dụng đặc biệt hiển thị như màn hình, gắn vào đầu, hiển thị hoặc các thiết bị cầm tay. SAR làm cho việc sử dụng kỹ thuật số chiếu để hiển thị đồ họa thông tin vào vật lý. Sự khác biệt quan trọng trong SAR là màn hình tách ra từ những người sử dụng các hệ thống. Bởi vì màn hình này không liên kết với mỗi người SAR cân tự nhiên lên để nhóm của người sử dụng, do đó, cho phép collocated sự hợp tác giữa người sử dụng.
Ví dụ như bóng đènđiện thoại di động, máy chiếu, ảo bàn, và máy chiếu thông minh. Bóng đèn bắt chước và thực tế cải bởi chiếu hình ảnh vào trung lập các đối tượng, cung cấp cơ hội để nâng cao của đối tượng xuất hiện với vật liệu của một đơn vị - một máy camera, và biến.
Các ứng dụng bao gồm bàn và tường dự. Một sự đổi mới, mở Rộng Ảo Bảng phân tách các ảo từ thực sự bằng bao gồm cả tách chùm gương gắn vào trần nhà ở một góc điều chỉnh. Ảo giới thiệu, có sử dụng tách chùm gương cùng với nhiều đồ họa màn hình cung cấp một phương tiện tương tác của cùng một lúc tham gia với các ảo và sự thật. Nhiều hơn triển khai và cấu hình hãy không gian tăng cường thực tế hiển thị một ngày càng hấp dẫn tương tác thay thế.
Một SAR hệ thống có thể hiển thị trên bất kỳ số bề mặt của một thiết lập trong nhà một lúc. SAR hỗ trợ cả một hình đồ họa và thụ động, xúc cảm giác cho cuối dùng. Người có thể chạm vào vật thể trong một quá trình cung thụ động xúc giác.

#### Theo dõi
Hiện đại điện thoại di động tăng cường-hệ thống thực tế sử dụng một hoặc nhiều điều sau đây theo dõi công nghệ:
máy ảnh kỹ thuật số, và cảm biến quang học, gia tốc, GPS, con quay hồi chuyển, rắn la bàn, RFID và cảm biến không dây. Các công nghệ này cung cấp mức độ khác nhau của chính xác. Quan trọng nhất là vị trí và định hướng của các người dùng cái đầu của mình. Theo dõi các người dùng bàn tay của(s) hoặc một cầm tay thiết bị đầu vào có thể cung cấp một 6DOF kỹ thuật tương tác.

#### Mạng
Điện thoại di động tăng cường, các ứng dụng thực tế đang được phổ biến do nhiều thông qua điện thoại di động và đặc biệt là mặc thiết bị. Tuy nhiên, họ thường dựa vào tính toán mạnh tầm nhìn máy tính toán với trễ yêu cầu. Để bù đắp cho sự thiếu sức mạnh tính toán, giảm tải dữ liệu để xử lý một xa máy được thường xuyên mong muốn. Tính toán giảm tải giới hạn chế trong các ứng dụng, đặc biệt là trong điều kiện của trễ và băng thông. Mặc dù có rất nhiều thời gian thực phương tiện vận chuyển giao thức đó là sự cần thiết cho sự hỗ trợ từ cơ sở hạ tầng mạng như vậy.

#### Thiết bị đầu vào
Kỹ thuật bao gồm bài phát biểu công nhận, hệ thống mà dịch của người dùng lời nói vào máy tính hướng dẫn, và cử chỉ công nhận, hệ thống đó giải thích một người dùng cơ thể của động tác bằng hình ảnh phát hiện hoặc từ bộ cảm biến nhúng trong một thiết bị ngoại vi như một cây đũa phép, bút, trỏ, găng tay, hoặc khác cơ thể mặc. sản Phẩm đó đang cố gắng để phục vụ như một điều khiển của AR tai nghe bao gồm Sóng bởi Seebright Inc. và nhanh Nhẹn bởi Intugine công Nghệ.

#### Máy tính
Máy tính, phân tích cảm nhận được hình ảnh và các dữ liệu để tổng hợp và vị trí retro tương lai. Máy tính đang chịu trách nhiệm cho những đồ họa mà đi với thực tế. Tăng cường thực tế sử dụng một máy tính-được tạo ra hình ảnh và nó có một hiệu ứng nổi bật trên đường thế giới thực hiện. Với việc cải thiện công nghệ và máy tính, tăng cường thực tế là sẽ có một sự thay đổi quyết liệt của chúng tôi trên quan điểm của thế giới thực. Theo Tạp chí Time, trong khoảng 15-20 năm đó là dự đoán rằng thực tế tăng Cường và thực tế ảo sẽ trở thành tiểu sử dụng máy tính tương tác. Máy tính đang cải thiện với tốc độ rất nhanh, mà có nghĩa là chúng ta tìm ra những cách mới để cải thiện công nghệ khác. Càng có nhiều tiến bộ máy tính, ar sẽ trở thành linh hoạt hơn và nhiều hơn nữa, phổ biến trong xã hội của chúng tôi. Máy tính được cốt lõi của thực tế.